# FedEx
Tập đoàn FedEx (NYSE: FDX), trước đây là Tập đoàn FDX, là công ty giao nhận kho vận Hoa Kỳ có trụ sở ở Memphis, Tennessee. Tên "FedEx" được viết tắt từ tên của bộ phận hàng không của công ty, Federal Express, được sử dụng từ 1973 đến 2000.

## Lịch sử
Tập đoàn FedEx đăng ký tại Delaware vào ngày 2 tháng 10 năm 1997. Tập đoàn FDX được thành lập vào tháng 1 năm 1998 sau khi Federal Express mua Caliber System Inc.. Kể từ đó, FedEx bắt đầu cung cấp các dịch vụ khác bên cạnh dịch vụ vận chuyển nhanh. Các chi nhánh của Caliber gồm dịch vụ mặt đất kiện hàng nhỏ Roadway Package System (RPS), vận chuyển hàng hoá tốc hành Roberts Express, vận chuyển hàng hoá nội vùng, nhỏ hơn trọng tải xe tải (less-than-truckload) ở miền Tây Hoa Kỳ Viking Freight, vận chuyển hàng hoá qua đường hàng không giữa Hoa Kỳ và các nước Caribbean Caribbean Transportation Services, cung cấp giải pháp kĩ thuật và giao nhận kho vận Caliber Technology và Caliber Logistics. Tập đoàn FDX được thành lập để giám sát mọi hoạt động của các công ty này và bộ phận hàng không ban đầu của mình là Federal Express.
Tháng 1 năm 2000, Tập đoàn FDX đổi tên thành Tập đoàn FedEx và thay đổi tên của các chi nhánh. Federal Express trở thành FedEx Express, RPS trở thành FedEx Ground, Roberts Express trở thành FedEx Custom Critical, còn Caliber Logistics và Caliber Technology được kết hợp trở thành FedEx Global Logistics. Một chi nhánh mới là FedEx Corporate Services được thành lập để tập trung hoá dịch vụ bán hàng, tiếp thị, chăm sóc khách hàng cho tất cả các chi nhánh. Tháng 2 năm 2000, FedEx mua lại công ty giao nhận kho vận quốc tế Tower Group International. FedEx cũng mua công ty thông tin thuế và dịch vụ hải quan WorldTariff. TowerGroup và WorldTariff được đổi tên thành FedEx Trade Networks.
Tháng 2 năm 2004, Tập đoàn FedEx mua công ty tư nhân Kinko's Inc. và đổi tên thành FedEx Kinko's. Điều này giúp mở rộng hệ thống bán lẻ của FedEx đến đại chúng. Sau thương vụ này, mọi cơ sở của FedEx Kinko's chỉ cung cấp dịch vụ vận chuyển cho FedEx. Tháng 6 năm 2008, FedEx không dùng tên Kinko's cho các trung tâm vận chuyển của mình nữa mà chuyển sang tên FedEx Office.
Tháng 9 năm 2004, FedEx tiếp quản công ty gom hàng Parcel Direct và đổi tên thành FedEx SmartPost.

## Các đơn vị chức năng và lô-gô
FedEx được tổ chức thành các đơn vị chức năng và mỗi đơn vị có kiểu từ riêng trên lô-gô do Lindon Leader khi làm việc cho Landor Associates thiết kế vào năm 1994. Chữ Fed luôn có màu tím, còn chữ Ex có màu khác nhau đối với từng bộ phận của công ty, và có màu xám khi dùng cho toàn bộ tập đoàn. Lô gô nguyên thủy của FedEx có chữ Ex màu cam, và nó hiện được dùng cho FedEx Express. Đặc điểm sáng tạo của lô-gô FedEx là mũi tên ẩn được tạo thành từ nền trống giữa chữ E và x.

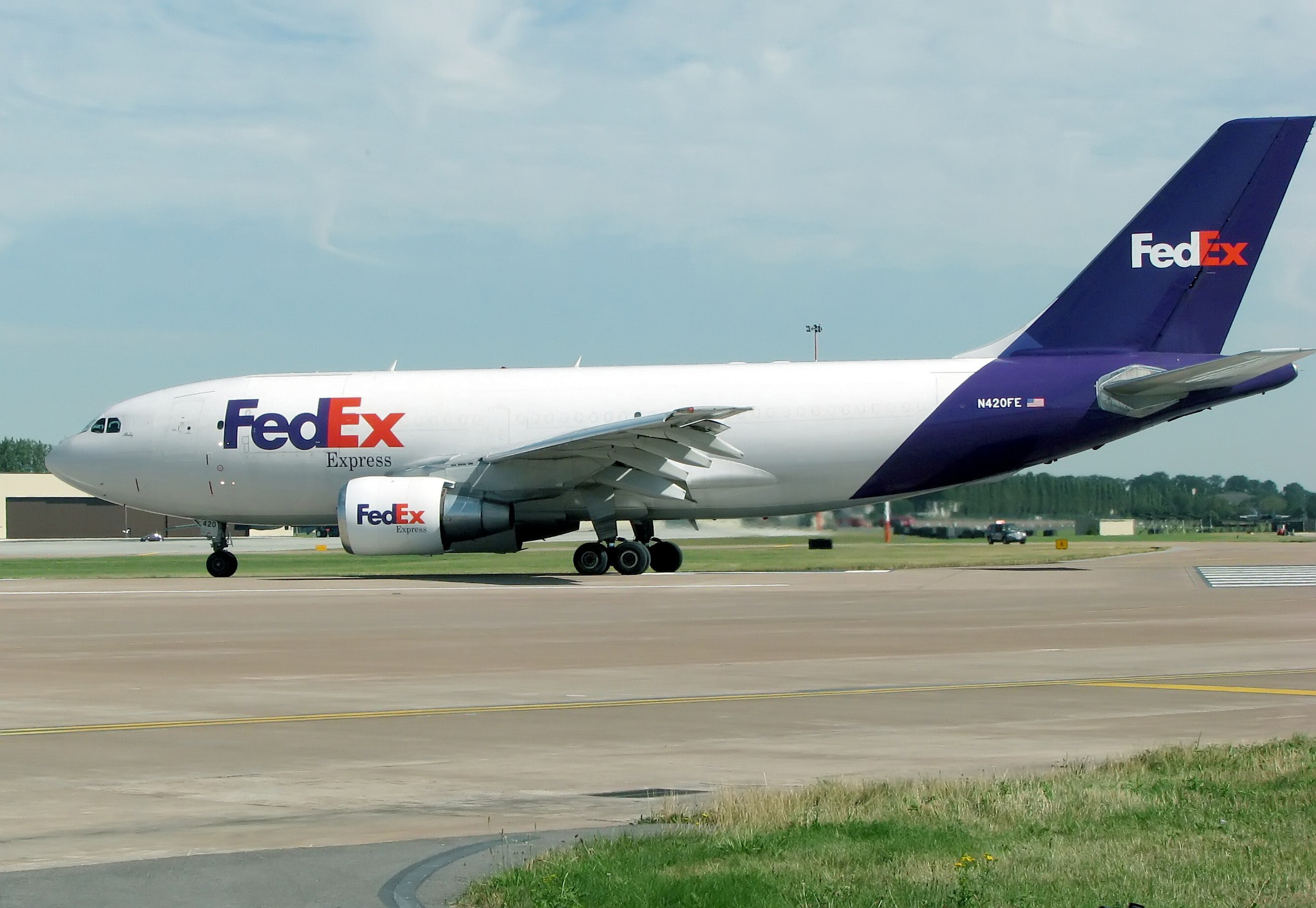
Airbus A310-200 của FedEx Express

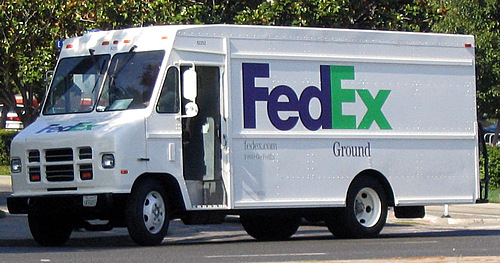
Xe tải giao hàng của FedEx Ground

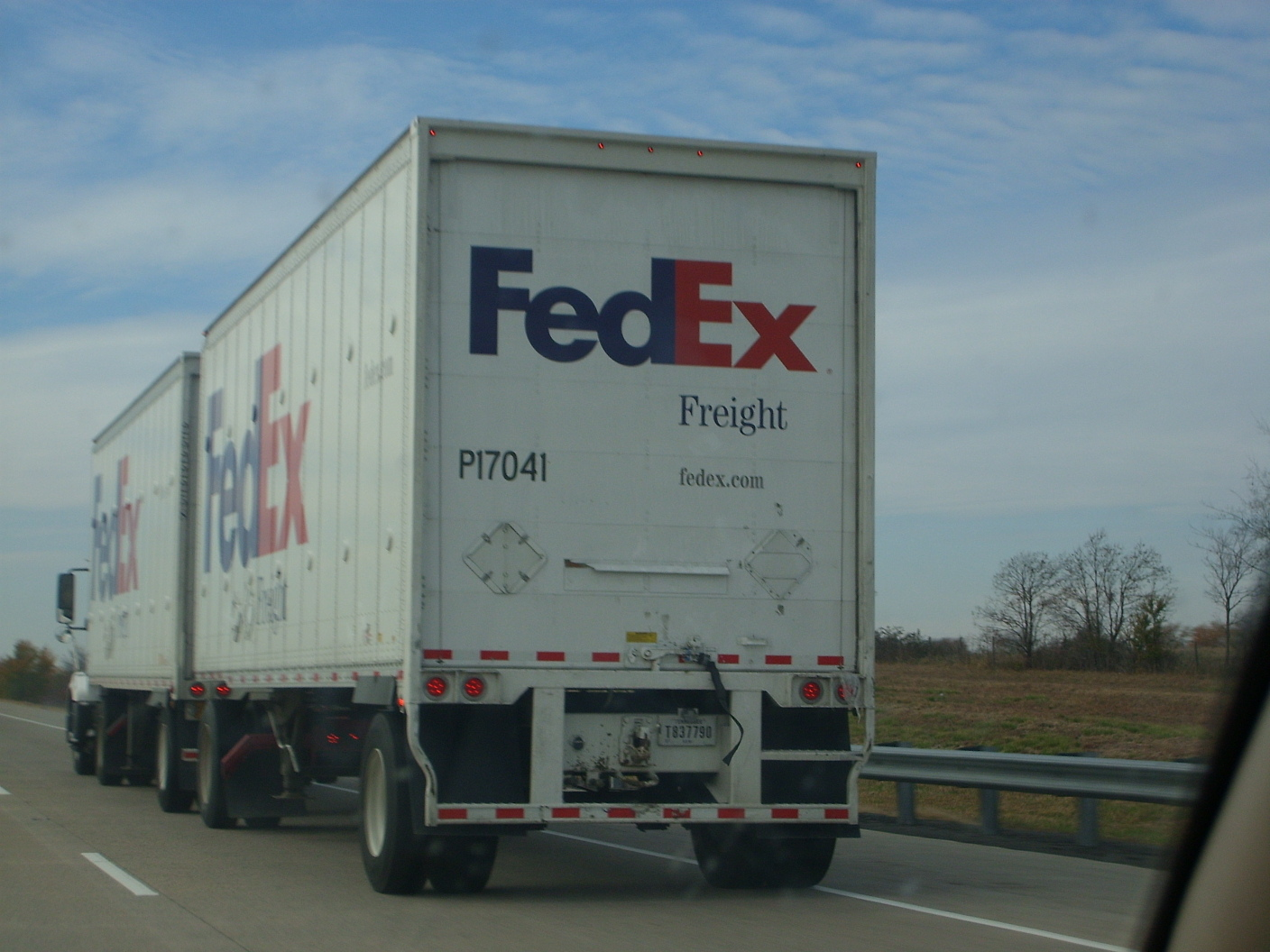
Xe tải của FedEx Freight

- FedEx Express ("Ex" màu cam): công ty vận chuyển qua đêm, và là công ty khởi đầu của FedEx. Cung cấp dịch vụ hàng không vào ngày hôm sau trong nước Mĩ và dịch vụ quốc tế vào thời gian định trước. FedEx Express vận hành đội máy bay dân sự lớn thứ nhì trên thế giới (sau Delta Air Lines) và đội máy bay thân rộng dân sự lớn nhất thế giới. FexEx Express cũng vận tải hàng hoá hơn bất cứ hãng hàng không nào.[6]
  - Caribbean Transport Services: Là bộ phận của FedEx Freight cho đến năm 2008. Cung cấp dịch vụ chuyển hàng giữa nước Mĩ lục địa, Puerto Rico, Cộng hoà Dominica và các đảo Caribbean khác.
- FedEx Ground ("Ex" màu xanh lá): Bảo đảm giao hàng theo ngày định trước trong lãnh thổ Canada và Hoa Kỳ ở mức tiết kiệm chi phí so với FedEx Express theo thời gian định trước. Sử dụng đội xe tải lơn sở hữu bởi các công ty độc lập và các tài xế là những người ký hợp đồng độc lập kiểm soát tuyến đường và khu vực giao hàng riêng. Trước đây là Roadway Package System (RPS).[7]
  - FedEx Home Delivery: Bộ phận của FedEx Ground, chuyên giao hàng cho cư dân từ thứ 3 đến thứ 7 trong tuần, và cung cấp các chọn lựa giao hàng linh hoạt cho người nhận ở nơi cư trú. Lô-gô có hình vẽ một chú chó ngoạm gói hàng. FedEx Home Delivery chỉ hoạt động trong lãnh thổ Hoa Kỳ. Tại Canada, FedEx Ground thực hiện giao hàng cho cả công ty lẫn cư dân.[8]
  - FedEx SmartPost: Gom hàng từ các nhà buôn như các công ty thương mại điện tử và bán hàng theo danh mục. Giao hàng đến nơi cuối thông qua Sở bưu điện Hoa Kỳ ([United States Postal Service). Trước đây là công ty Parcel Direct cho đến khi FedEx mua lại với giá $120M vào năm 2004.[9]
- FedEx Freight ("Ex" màu đỏ): Vận chuyển nhỏ hơn tải trọng xe tải (less-than-truckload [LTL]) và các dịch vụ chuyên chở hàng hoá khác. Là nhà vận chuyển LDL lớn thứ hai ở Hoa Kỳ, với doanh thu $4,5 tỉ trong năm 2008.[10]
  - FedEx Custom Critical ("Ex" màu xanh dương): Giao các kiện hàng hoá khẩn, có giá trị cao hoặc độc hại bằng xe tải và phi cơ thuê riêng. Freight không nhận vận chuyển thực phẩm dễ hỏng, cồn, vật nuôi gia súc, hàng hoá gia dụng, chất thải độc hại và tiền.[11] Tài xế là những người ký hợp đồng độc lập. Tại Mexico, sử dụng các nhà chuyên chở nối chuyến (interline). Trước đây là Roberts Cartage hay Roberts Express.
  - FedEx Freight, Inc: Trước đây là American Freightways và Viking Freight.
  - FedEx Freight Canada: Trước đây là Watkins Canada Express.
  - FedEx National LTL: Trước đây là Watkins Motor Lines.
- FedEx Trade Networks ("Ex" màu vàng): Cung cấp dịch vụ liên quan đến hải quan, bảo hiểm và tư vấn vận chuyển. Trước đây là C.J. Tower & Sons, sau đó là Tower Group International.
- FedEx Supply Chain Services ("Ex" màu xám): Cung cấp dịch vụ giao nhận kho vận gồm Critical Inventory Logistics, Transportation Management Services, Fulfillment Services, v.v. Trước đây là Roadway Logistics System, rồi Caliber Logistics.
- FedEx Corporate Services ("Ex" màu xám): Cung cấp dịch vụ tiếp thị, lập kế hoạch và kĩ thuật thông tin cho các công ty khác của FedEx.
- FedEx FCIS (FedEx Customer Information Services): Cung cấp đường dây điện thoại miễn phí chăm sóc khách hàng. Bộ phận này hoạt động dựa trên tổng đài tự động hướng dẫn khách hàng đến đại lý để theo dõi, khai báo hàng, lên kế hoạch lấy hàng (Express, Ground, Same Day, Custom Critical, Freight Express, và Freight LTL), khen ngợi và than phiền, địa điểm (địa điểm có nhân viên tại quầy và thùng bỏ hàng), thiết lập các tài khoản FedEx, thanh toán v.v

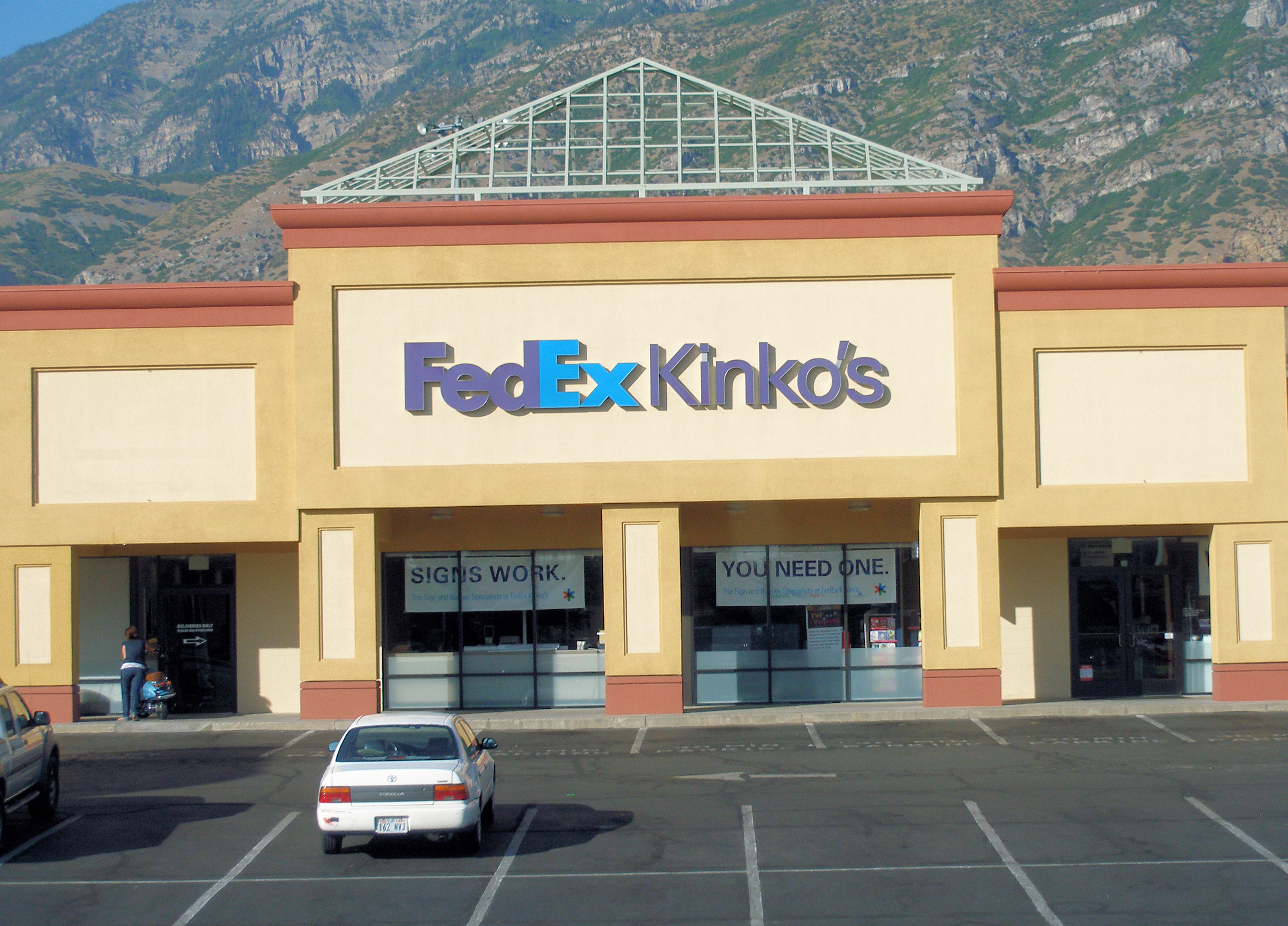
FedEx Kinko's

- FedEx Office (trước đây là FedEx Kinko's) ("Ex" màu xanh dương): Cánh tay bán lẻ của tập đoàn, cung cấp dịch vụ in sao và bản in điện tử, lập hồ sơ, truy cập Internet, cho thuê máy tính, hội nghi video, ký hiệu và hình ảnh, chứng thực, thư trực tiếp, in từ Web và chuyển hàng qua FedEx.
  - FedEx Office and Print Centers: Cung cấp dịch vụ sao chép, in, truy cập Internet và chuyển hàng FedEx
  - FedEx Ship Centers: Là các trung tâm để khách hàng đến gửi hàng, đồng thời cũng cung cấp dịch vụ photocopy và fax tự phục vụ, các văn phòng phẩm để đóng gói và gửi đi, dịch vụ đóng thùng.

Trước đây, các trung tâm này có tên là FedEx World Service Centers.